# Гордон, Лев Михайлович
Лев Михайлович Гордон (1892—1939) — кавалер двух орденов Красного Знамени РСФСР, участник Гражданской войны.

## Биография
Лев Гордон родился в 1892 году. О жизни до 1917 года сведений не имеется. В 1917 году Гордон вступил в РСДРП(б). В 1918 году он добровольно пошёл на службу в Рабоче-крестьянскую Красную Армию, начинал службу в должности 7-го летучего инженерного боевого отряда на Северном фронте.
Позднее занимал должность военного комиссара военно-полевого строительства, затем на той же должности в 54-й стрелковой дивизии. Позднее стал исполнять обязанности командира 54-й стрелковой дивизии. Участвовал в боях под Мелитополем и на юге Украины. После освобождения от должности командира 54-й дивизии Гордон вошёл в состав Революционного военного трибунала 13-й армии. С октября по ноябрь 1920 года он был военным комиссаром 9-й кавалерийской дивизии, а затем был назначен начальником гарнизона города Ташкента (ныне — Узбекистан).
Служил в Средней Азии. С 1921 года был военным комиссаром Сырдарьинской области. Участвовал в боях с басмаческими бандформированиями. Через некоторое время был переведён в Кронштадт, где помощником коменданта, а затем комендантом крепости. Позднее был назначен на должность помощника командира 20-й стрелковой дивизии. В сентябре 1924 года Гордон был откомандирован в резерв Главного управления кадров Рабоче-крестьянской Красной Армии. С 1925 года находился в распоряжении Уполномоченного Народного комиссариата военных и морских дел при Народном комиссариате внешней торговли СССР, при этом продолжая оставаться в кадрах.
Позднее занимал должность Председателя Всесоюзного объединения «СовМонголТуваТорг». В начале 1930-х годов был помощником начальника строительства первой очереди Московского метрополитена. Умер в 1939 году.
За боевые заслуги был награждён двумя орденами Красного Знамени РСФСР (Приказы Революционного военного Совета Республики от 5 февраля 1921 года и 7 января 1925 года) и орденом Красной Звезды Бухарской Народной Советской Республики.